# Johann Joachim Kändler

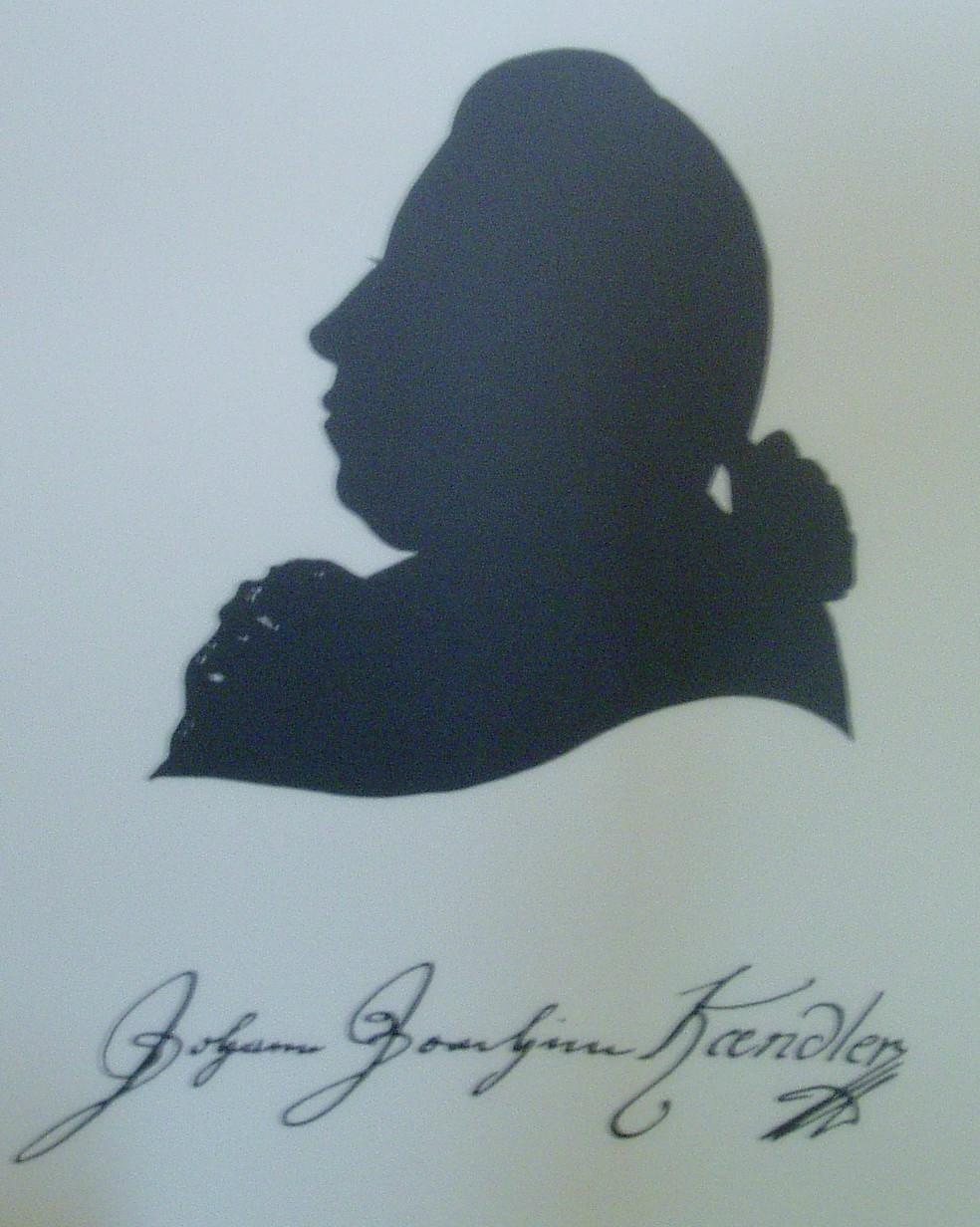
Johann Joachim Kändler

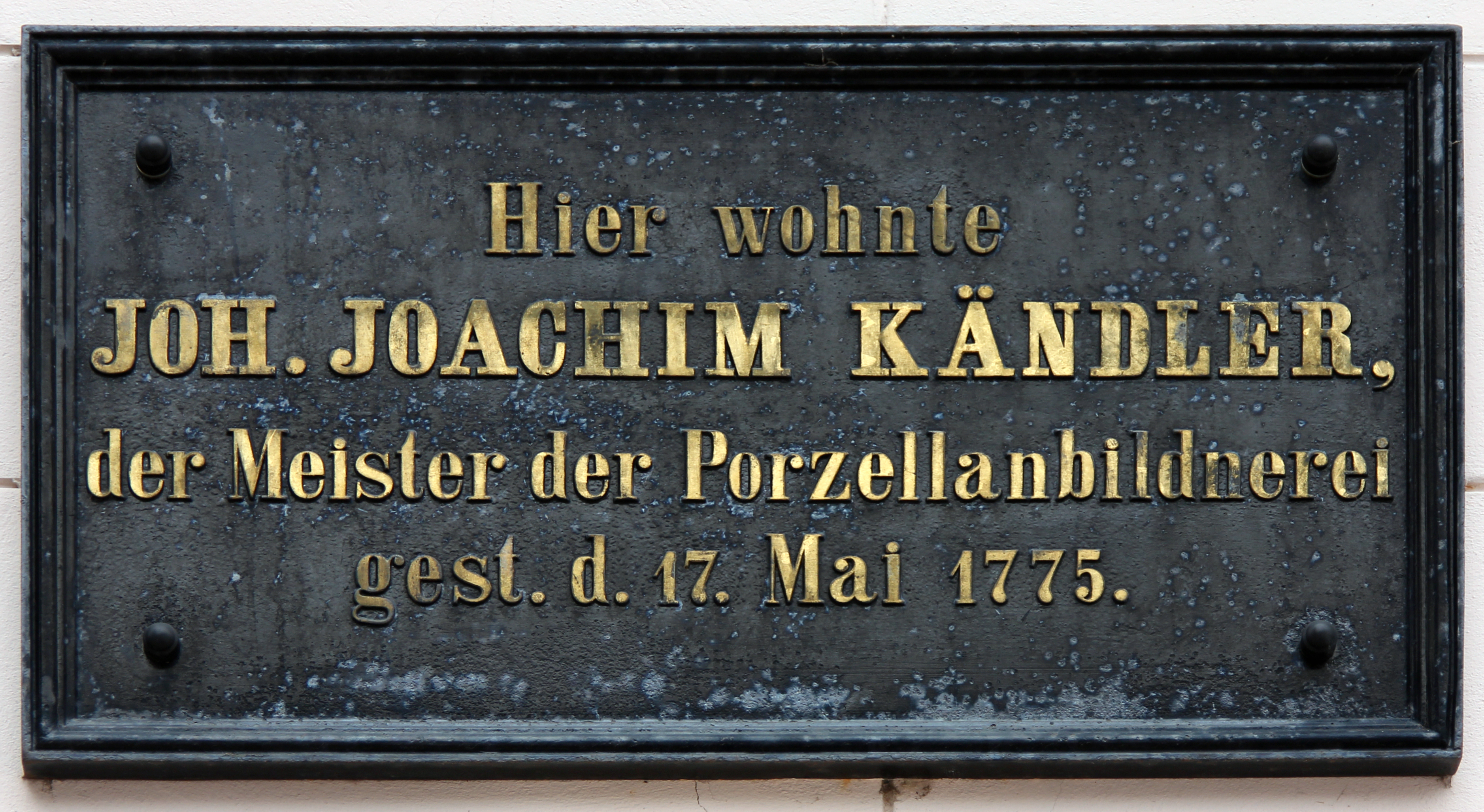
Gedenktafel am Domplatz in Meißen

Johann Joachim Kändler (* 15. Juni 1706 in Fischbach oder Seeligstadt; † 17. Mai 1775 in Meißen) war einer der bedeutenden Modelleure der Meißener Porzellanmanufaktur.

## Leben

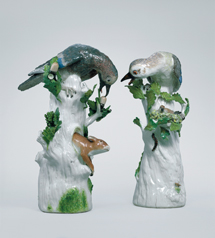
Meißener Eichelhäherpärchen, Modell von Kändler, 1735 oder 1739/40; Meißener Porzellan-Sammlung Stiftung Ernst Schneider in Schloss Lustheim

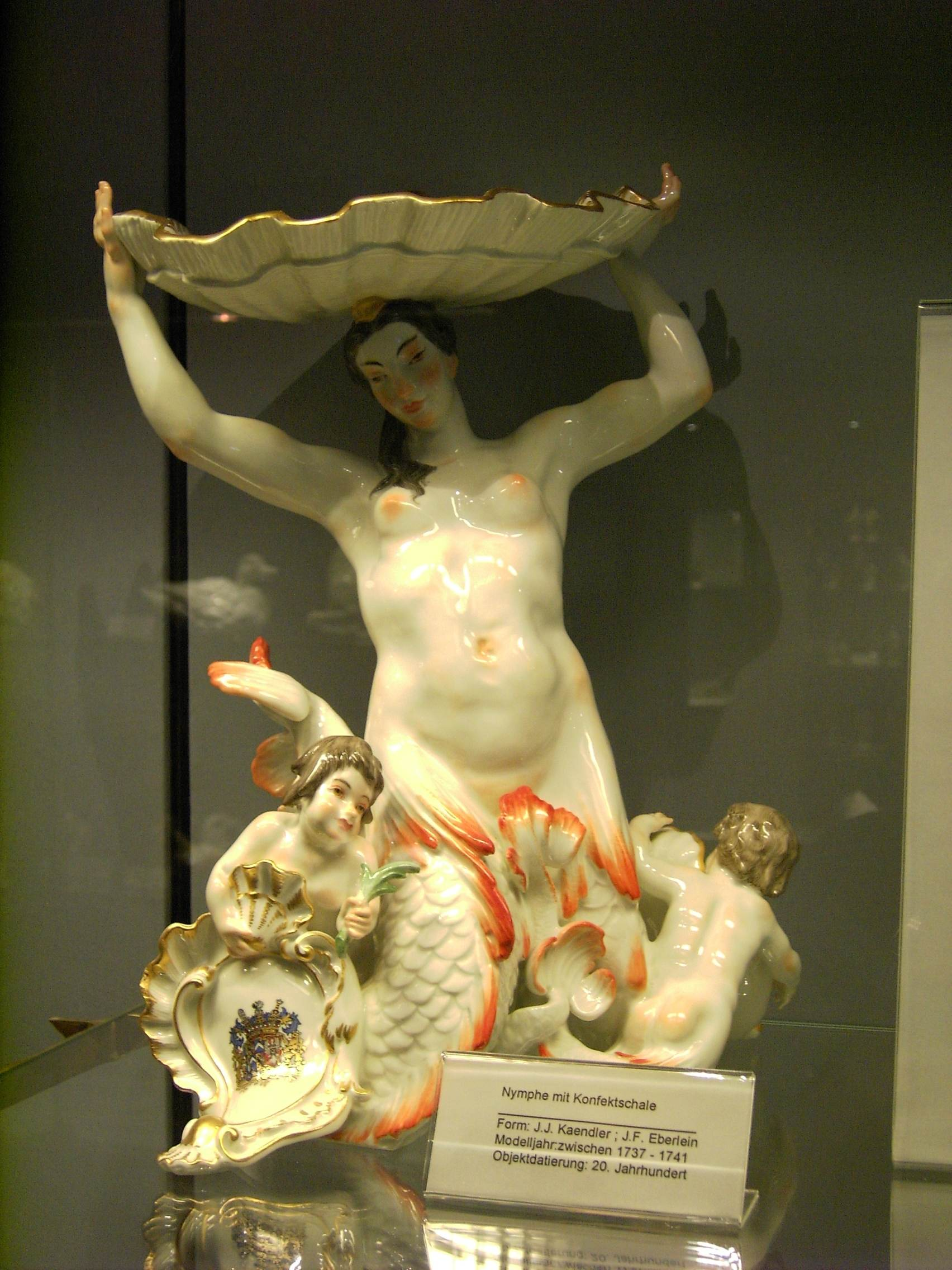
Nymphe mit Konfektschale, modelliert von Kändler und J. F. Eberlein zwischen 1737 und 1741

Kändler kam am 15. Juni 1706 als Sohn eines Pfarrers im sächsischen Fischbach zur Welt. Er wuchs in einem klassisch gebildeten Umfeld auf und verfügte daher über ausgezeichnete Kenntnisse der griechischen Mythologie. Dieses Wissen, viel handwerkliches Geschick und eine ausgezeichnete Beobachtungsgabe legten den Grundstein für Kändlers spätere Karriere, welche ihn bis an den Hof des Preussenkönigs Friedrich II. führen sollte. Am 11. Juni 1732 heiratete er Johanna Elisabeth, die Tochter des Peter Eggebrecht, königlichen Hof-Porzellan-Fabrikanten und Besitzers der Dresdener Fayencemanufaktur, in der Dresdner Dreikönigskirche. Der finanzielle Erfolg des Porzellankünstlers verlief dabei durchaus parallel zu seinem gesellschaftlichen Aufstieg. Doch obwohl er am Ende seines Lebens über mehrere Grundstücke sowie einen eigenen Weinberg verfügte, hinterließ er bei seinem Tod im Jahre 1775 hohe Schulden. Er wurde in aller Stille auf dem St.-Afra-Friedhof in Meißen beerdigt.

## Kändler als Modelleur
Kändlers beruflicher Werdegang begann bei dem berühmten Dresdner Hofbildhauer und Altarschnitzer Johann Benjamin Thomae (1682–1751), wo der Pfarrerssohn aus Fischbach in die Lehre ging. Bereits damals legte er viel Geschick und eine außergewöhnliche Auffassungsgabe an den Tag, was ihm bereits in jungen Jahren verantwortungsvolle Aufgaben einbrachte. Sein Talent blieb nicht unerkannt und am 22. Juni 1731 im Alter von 25 Jahren wurde er von August dem Starken zum Hofbildhauer ernannt und in der Porzellanmanufaktur Meißen als Modellierer eingestellt. Dort arbeitete er zunächst als Modellmeister. Seine frühen Porzellan-Tiergruppen zeigen eine kraftvolle Umsetzung des Natureindrucks unter dem Einfluss der Dresdner Bildhauerei. Später wurde Kändler Leiter der plastischen Formgestaltung und schließlich Arkanist. Den Höhepunkt seiner Laufbahn bildete zweifellos die Ernennung zum Hofkommissar im Jahre 1749.
Der Ruhm der Meißner Manufaktur begründet sich auf Kändlers in technischer und ästhetischer Hinsicht vollendeten Porzellanplastiken. Am Schwanenservice für seinen Gönner, den Grafen von Brühl, entwickelte er die Kleinfigurenszene, die in Form von Aufzügen und Maskeraden das Gebrauchsgerät bereichert. Seine Arbeiten zeichnen sich durch eleganten Schwung und leichte Anmut aus und sind vollkommenster Ausdruck des Rokoko.
Die Werke, die er im Auftrag Meißens schuf, veränderten die Porzellanherstellung nachhaltig. Bisher wurde nach Kupferstichvorlagen gearbeitet, doch er reiste, um Naturstudien zu betreiben. Seine frühen Skulpturen, welche in erster Linie Motive aus der Tierwelt wiedergaben, wurden für ihre Natürlichkeit und Eleganz gerühmt, welche sie vom Pathos der üblichen Darstellungen abhob. Zu nennen sind insbesondere seine Vogelskulpturen, beispielsweise Eichelhäher mit Eichhörnchen und Hirschkäfer, Pirol sowie Wiedehopf mit Maikäfer. Kändlers im Jahre 1737 geschaffene Porzellanglockenspiel war zwar spielbar, allerdings war eine direkte Abstimmung der Glockenkörper noch nicht möglich. Das 1738 im Auftrag des Grafen von Brühl entstandene „Schwanenservice“, welches heute als ein Hauptwerk barocker Porzellankunst gilt, markierte seine Hinwendung zu dekorativen Kleinfiguren. Später orientierte sich Kändler vermehrt am höfischen Leben und ließ sich von der damals äußerst populären Theaterform der Commedia dell’arte inspirieren. Gemeinsam mit seinen Mitarbeitern schuf er ganze Gruppen kleiner Accessoires und Figürchen, welche die Schäferromantik des Rokoko wiedergaben und den Commedia-dell’arte-Charakteren Leben einhauchten. Aus den mehr als tausend verschiedenen Motiven ragt vor allem die 1753 entstandene Affenkapelle heraus, welche Kändler als metaphorische Absage an jegliche Zwanghaftigkeit gesehen haben wollte. Mit dieser Huldigung an das aufklärerische Ideal des freien und vernünftigen Menschen traf er den Zeitgeist und schuf ein zeitloses Meisterwerk europäischer Porzellankunst. Die Affenkapelle hat bis heute nichts von ihrer Popularität eingebüßt und wird nach wie vor reproduziert. Von Kändler stammt die Kreuzigungsgruppe in der Schlosskirche Lauchhammer-West.

Neben seiner Tätigkeit als Plastiker hatte sich Kändler aber auch in anderer Funktion um Meißen verdient gemacht. Erst als Leiter der plastischen Formgestaltung, später dann als Geheimnisträger führte er die staatliche Porzellanmanufaktur durch die unruhige Zeit der österreichisch-preußischen Kriege und hielt die Produktion allen Widrigkeiten zum Trotz am Laufen. Nach fünfundvierzigjähriger Tätigkeit in der Manufaktur starb Johann Joachim Kändler am 17. Mai 1775 in Meißen und wurde am 23. Mai 1775 auf dem St. Afra Friedhof beerdigt.

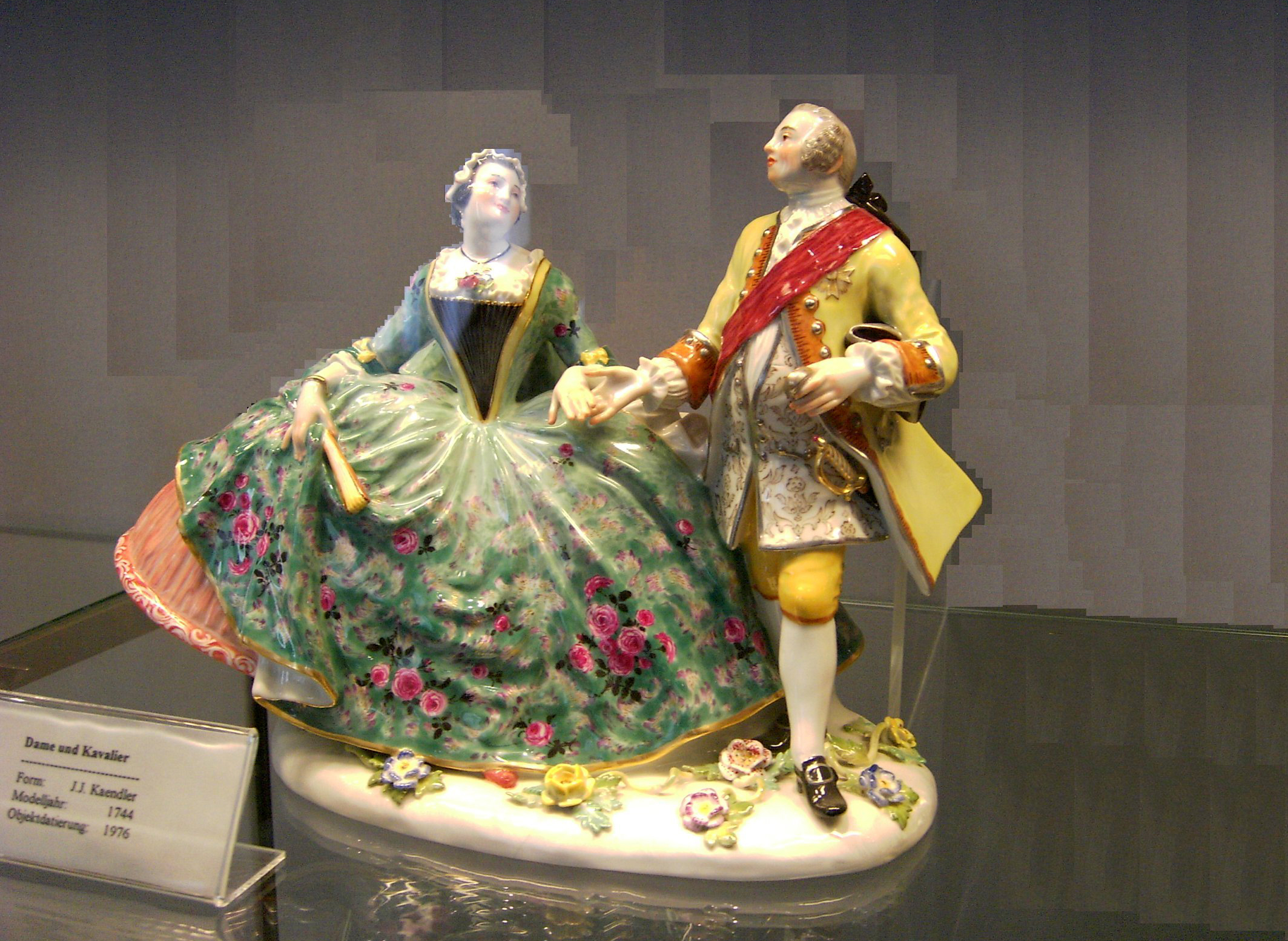
Dame und Kavalier 1744
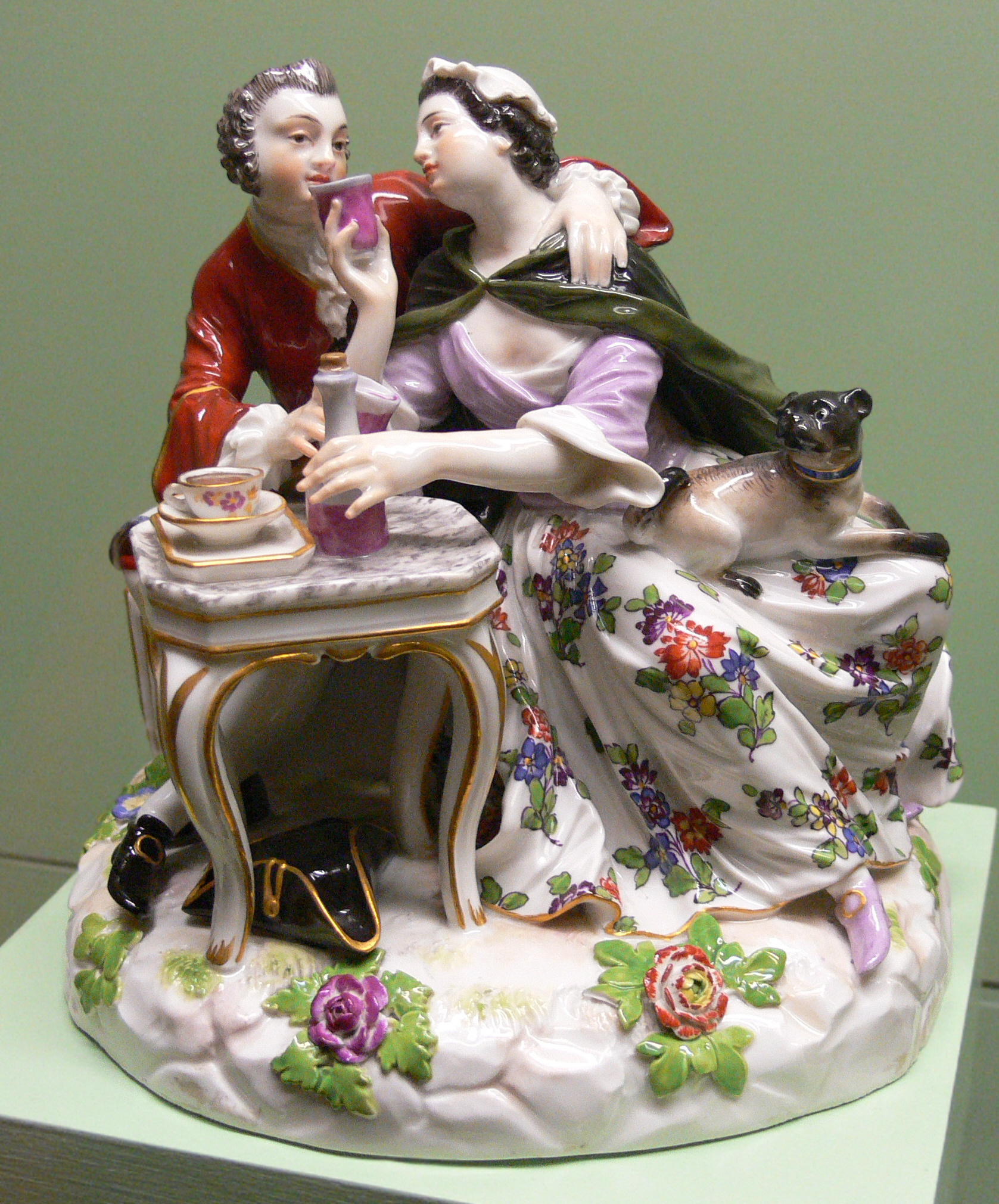
Liebespaar am Frühstückstisch Meissen 1744
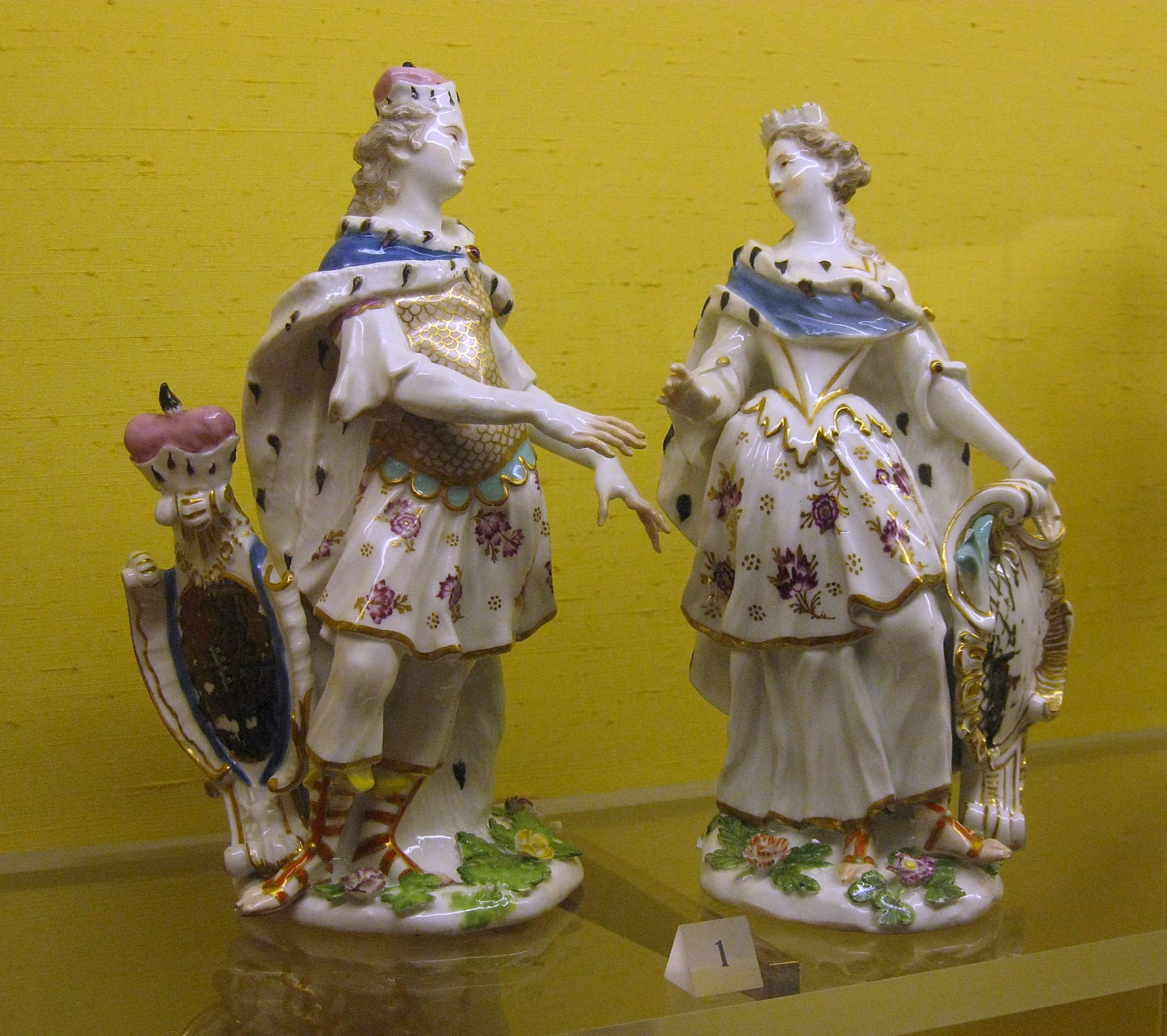
Friedrich Christian von Sachsen und Gemahlin 1747
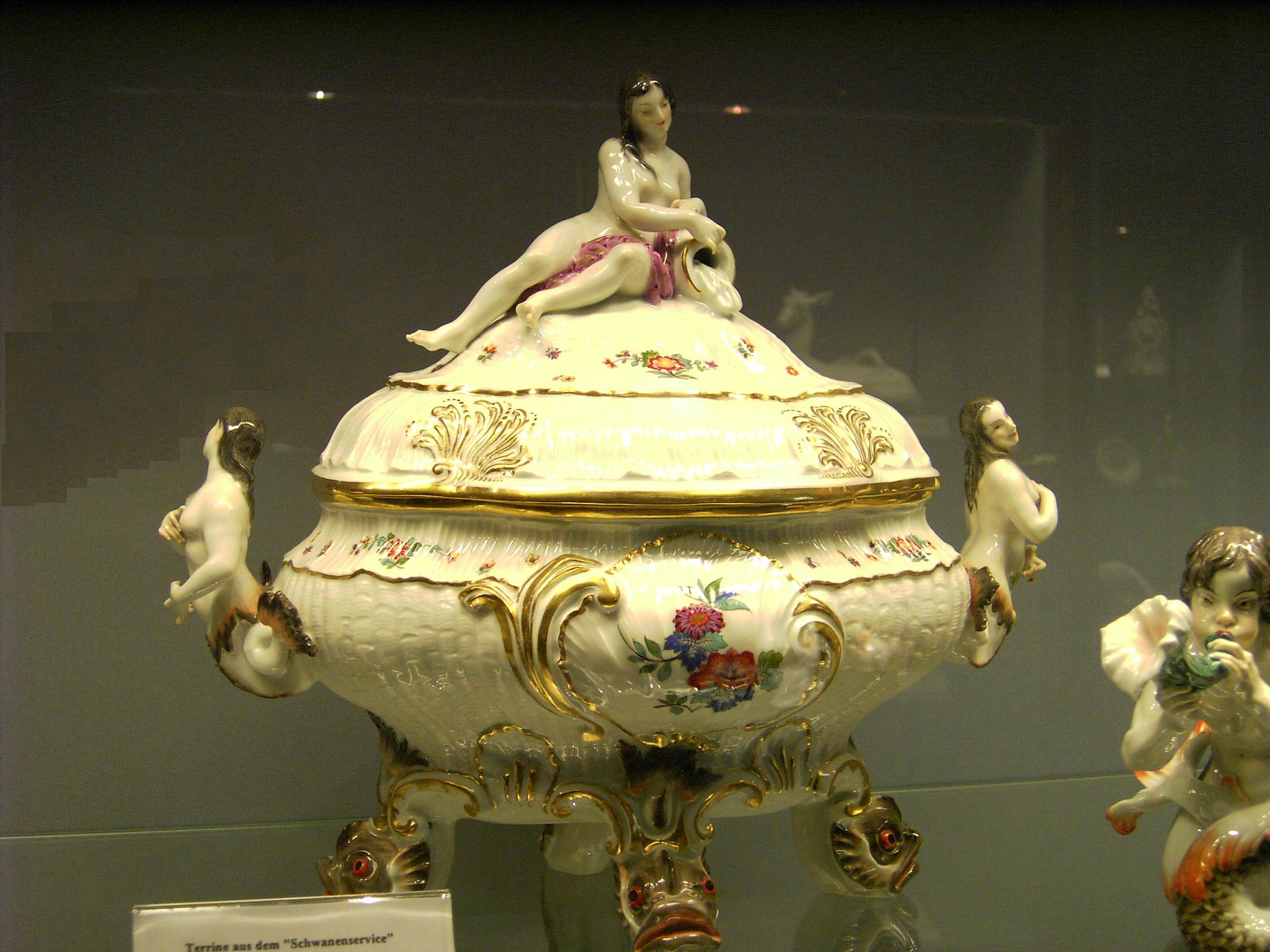
Terrine aus dem Schwanenservice

## Andenken
An Kändlers Geburtshaus in Fischbach, dem Pfarrhaus des Dorfes, erinnert eine Gedenktafel aus Meißner Porzellan an ihn. Außerdem wurde eine Straße im Ort nach ihm benannt. Ebenso die Kaendlerstraße in Meißen, im rechtselbischen Ortsteil Vorbrücke. Linkselbisch in Meißen befindet sich eine Gedenktafel an Kändlers Wohnhaus am Domplatz und nah der Altstadtbrücke der Kändlerpark mit Kändlerbrunnen. Park und Brunnen wurden am 4. Juni 1960 anlässlich der 250-Jahr-Feier der Porzellanmanufaktur Meißen seiner Bestimmung übergeben. Der Brunnen wurde nach einem Entwurf von Ludwig Zepner gestaltet und ist mit einem Helm-Kasuar aus Porzellan bekrönt. Der Kasuar wurde nach einem Modell von Kändler gestaltet. Im Jahre 1990 wurde die Plastik gestohlen und 1992 durch eine Neuausformung ersetzt. Im Jahre 2001 kam es erneut zu einer Beschädigung. Seit 2015 ziert im Sommer wieder ein Kasuar den Brunnen.